# Mirza Dinnayi
Mirza Hasan Dinnayi (arabisch ميرزا حسن دنايي, DMG Mīrzā Ḥasan Dinnāyī) ist ein irakischer Schriftsteller jesidischer Herkunft und Jesiden-Experte und Träger des „Aurora Prize for Awakening Humanity“ 2019.

## Leben
Mirza Dinnayi arbeitete als Berater für den irakischen Präsidenten Jalal Talabani und als Regierungsbeauftragter für Fragen und Rechte der Minderheiten im Irak. Er ist Koordinator der Yezidi Democratic Community in Deutschland und Chef des Qendil-Verlages und Info-Zentrums, von dem verschiedene Homepages und Publikationen veröffentlicht werden, vor allem zu den Themen Minderheiten in Nahost, Integration und Menschenrechte. 
Nach den Terroranschlägen im Gebiet Sindschar, gründete er im September 2007 mit Michael Clasen, Redakteur der Neuen Osnabrücker Zeitung (NOZ), die humanitäre Aktion „Luftbrücke Irak“, um die irakischen kriegsverletzten Kinder und Terroropfer in Deutschland zu behandeln. Die Luftbrücke Irak arbeitet eng mit dem Franziskus Hospital Harderberg (Georgsmarienhütte) sowie anderen Krankenhäusern im Raum Niedersachsen zusammen.
Seit 2011 war er Berater für die Regierung der Autonomen Region Kurdistan und Mitglied des General Board for Disputed Areas im Ministerrat.
Als der Islamische Staat 2014 im Osten Syriens und dem Nordwesten des Irak ein Kalifat errichtete, kam es massenhaft zu willkürlichen Misshandlungen und Tötungen. Dinnayi half von Gewalt betroffenen Frauen und Kindern und organisierte Rehabilitationsmaßnahmen. Heute [2022] lebt er als politischer Flüchtling in Deutschland. Er unterstützt weiter seine Programme für Kindersoldaten und die Opfer des islamischen Staates in der Region Sindschar im Irak.

## Ehrungen
Im April 2016 wurde er vom Ministerpräsidenten des Landes Baden-Württemberg mit der Staufermedaille in Gold für sein humanitäres Engagement geehrt.
Am 19. Oktober 2019 wurde er mit dem Aurora-Preis zur Förderung der Menschlichkeit ausgezeichnet.
2021 erhielt er den Sonderpreis des Prix des Droits de l’homme de la République française.